# Венгеровский, Александр Дмитриевич
Александр Дмитриевич Венгеровский (1 апреля 1953, Москва, РСФСР — 29 апреля 2012, Москва, Российская Федерация) — российский политический деятель, первый заместитель председателя ЛДПР (1994—1996), депутат Государственной Думы РФ первого и второго созывов (1993—1999), заместитель председателя Государственной Думы РФ (1994—1996).

## Биография
Родился в семье врачей. В 1977 г. окончил Московский авиационный институт, факультет радиоэлектроники летательных аппаратов и был распределён в Государственный НИИ гражданской авиации (Шереметьево). Затем работал на предприятиях, в научно-исследовательских центрах ВПК СССР. В 1996 г. закончил Гарвардский институт государственного управления им. Джона Ф. Кеннеди.
- 1985—1990 гг. — руководитель направления разработки программных средств Государственного комитета СССР по вычислительной технике и информатике СССР.
- 1990—1993 гг. — руководитель Всероссийского научно-исследовательского и учебного центра по вычислительной технике и информатике,
- 1992—1996 гг. — член ЛДПР, член Высшего Совета ЛДПР[1], в 1994—1996 гг. — первый заместитель Председателя ЛДПР,. Венгеровский с 1992 года на протяжении нескольких лет финансировал ЛДПР[2].

Некоторое время Венгеровский занимал должность «канцлера» при Николае Николаевиче Дальском — авантюристе, выдававшем себя за сына «спасшегося чудом» цесаревича Алексея Николаевича.
- 1993—1999 гг. — депутат Государственной Думы РФ первого и второго созывов от ЛДПР,
- 1994—1996 гг. — заместитель Председателя Государственной Думы РФ. Во втором созыве Государственной Думы РФ возглавлял подкомитет по вопросам внешней разведки
- 13 февраля 1996 года пережил, возле своего дома в Москве, покушение - получил огнестрельное ранение в колено[4].
- 1996 г. после покушения покинул высшие посты партии и сдал партбилет ЛДПР в июне 1996 г., оставаясь членом фракции этой партии.[источник не указан 2150 дней]
- 1996—2000 гг. — Парламентский полномочный наблюдатель при Западно-Европейском Союзе (ЗЕС),
- 1996—2000 гг. был сопредседателем фонда и общественного движения «Национальный демократический авангард»,
- 2000 г., перейдя на инвалидность, работал в разных организациях аналитического направления, являлся советником руководства МЧС России и Государственного секретаря Российско-Белорусского Союза П. П. Бородина,
- 2006 г. — избран сопредседателем Германо-русского философского сообщества (г. Франкфурт-на-Майне)
- 2009 г. вошёл в состав Президиума общероссийской общественной организации «СОБОР РУССКОГО НАРОДА». Участвовал в выборах в Государственную Думу РФ в 1999 г. (206-й избирательный округ), а также в 2003 г. возглавлял московский список депутатов избирательного блока «Великая Россия» (Бородин-Аушев-Ивашов).
- 2009—2012 гг. — помощник директора Службы внешней разведки России.

В 1998 году, будучи членом парламентской фракции ЛДПР, стал единственным из всех её представителей, кто воздержался при голосовании за назначение Евгения Примакова на должность премьер-министра, когда вся партия голосовала «против» коалиционного правительства с коммунистами.

## Смерть
Умер во сне 29 апреля 2012 года. Урна с прахом захоронена в закрытом колумбарии Донского кладбища.